# Сьцехувек
Сьцехувек (пол. Ściechówek, нім. Klein Fahlenwerder) — село в Польщі, у гміні Любішин Гожовського повіту Любуського воєводства.
Населення — 241 особа (2011).
У 1975-1998 роках село належало до Гожовського воєводства.

## Демографія
Демографічна структура станом на 31 березня 2011 року:
|          | Загалом | Допрацездатний вік | Працездатний вік | Постпрацездатний вік |
| -------- | ------- | ------------------ | ---------------- | -------------------- |
| Чоловіки | 129     | 31                 | 89               | 9                    |
| Жінки    | 112     | 30                 | 64               | 18                   |
| Разом    | 241     | 61                 | 153              | 27                   |